# Danza del Garabato
La Danza o Baile del Garabato es una danza  típica de la costa atlántica en  enfrentamiento entre la vida y la muerte. La palabra garabato es el nombre dado al palo de madera con forma de gancho en uno de sus extremos, que lleva colgadas unas cintas de colores rojo, amarillo y verde (colores de la bandera de Barranquilla), y que llevan los integrantes masculinos de la danza. Este integra los diferentes aspectos que se demuestra en las creencias que representa el garabato. La música que acompaña este género musical es el chandé.

## Danza del Garabato
Con el fin de incentivar la participación de las personas de la tercera edad en el Carnaval de Barranquilla, hace algunos años se creó la Danza del Garabato. En el desfile participan el presidente de la Danza y la Reina del Carnaval.

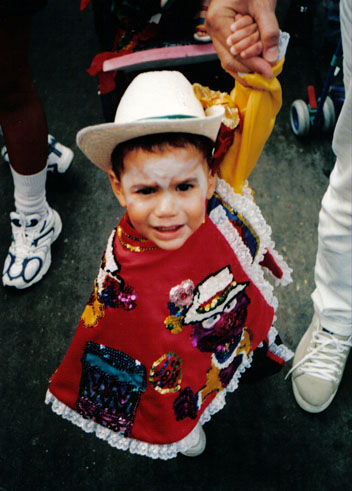
Bebé disfrazado.

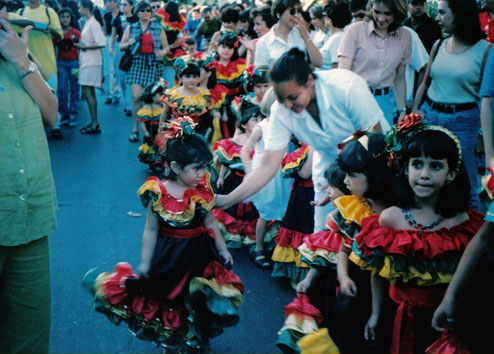
Danza del Garabato, infantil.

|  |  |

## Vestuario

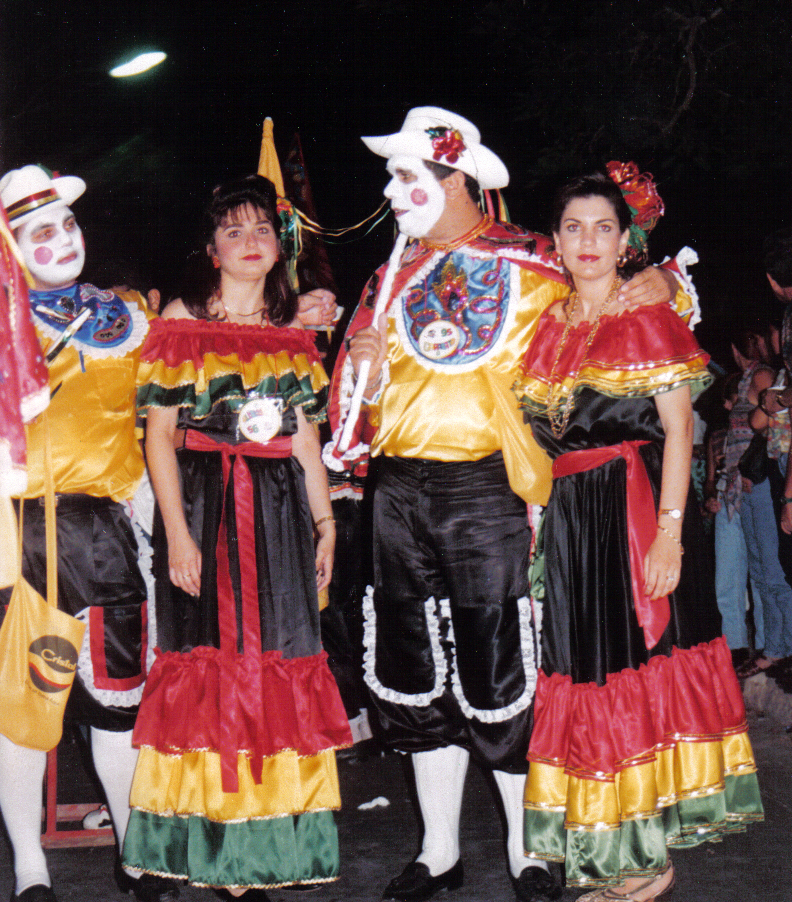
Disfraz de la danza.

El vestuario que llevan los hombres en la Danza del Garabato consiste en una camisa amarilla manga larga, un “peto” o pechera en forma de babero, de color azul, con encajes y bordada en lentejuelas, pantalón negro con rodilleras con encajes, medias blancas altas, zapatos negros, capa roja adornada con lentejuelas y figuras de mil colores, sombrero blanco ataviado con cintas de los colores de la bandera de Barranquilla, flores de cayena y en la mano se lleva el palo del garabato negro.
La mujer se viste con falda larga, rematada con volantes, con los colores de la bandera de Barranquilla, la blusa de escote amplio o palangana, y arandelas, en su cabeza un adorno de flores y zapatos negros.
Acompañando a la danza no puede faltar el disfraz de la muerte, que consiste en un traje enterizo de color negro, al que se le estampa un esqueleto pintado en blanco. Además, el portador del disfraz deberá llevar una careta con la calavera y una enorme guadaña en el mundo.